# Козлівка (Жмеринський район)
Козлі́вка — село в Україні, у Шаргородській міській громаді Жмеринського району Вінницької області. Населення становить 730 осіб.

## Географія
Через село тече річка Ковбасна, ліва притока Мурашки.

## Герб
У лазуровому щиті вузька зелена балка. Поверх всього летить срібний голуб з чорними очима, золотим дзьобом і червоними лапами, що тримає в дзьобі золотий колосок. У правому золотому бічнику червоний лівий бічник, пов'язаний з балкою.

## Історія
Під час організованого радянською владою Голодомору 1932—1933 років померло щонайменше 229 жителів села.
12 червня 2020 року відповідно до Розпорядження Кабінету Міністрів України № 707-р «Про визначення адміністративних центрів та затвердження територій територіальних громад Вінницької області» увійшло до складу Шаргородської міської громади.
19 липня 2020 року, в результаті адміністративно-територіальної реформи та ліквідації Шаргородського району, село увійшло до складу Жмеринського району Вінницької області.